# جانورنشانه‌شناسی
جانورنشانه‌شناسی (به انگلیسی: Zoosemiotics) مطالعه نشانه‌شناختی استفاده از نشانه‌ها در میان جانوران است، به‌طور دقیق‌تر مطالعه نشانه‌وری در میان جانوران، یعنی مطالعه چگونگی کارکرد چیزی به عنوان یک نشانه برای برخی از جانوران. این مطالعه شکل‌های جانوری دانستن است.
جانورنشانه‌شناسی که بخشی از زیست‌نشانه‌شناسی به‌شمار می‌رود، به حوزه‌های رفتارشناسی و ارتباط جانوری مربوط می‌شود. توماس سیبیوک نشانه‌شناس بر اساس نظریه‌های زیست‌شناس آلمانی-استونیایی یاکوب فون اوکسکول گسترش داده شد. این حوزه با داشتن موضوع همه آن فرآیندهای نشانه‌شناختی که هم بین جانوران و هم انسان‌ها مشترک است، تعریف می‌شود. این رشته همچنین با حوزه ارتباط جانوری تفاوت دارد زیرا علائمی را که به معنای سنتی ارتباطی نیستند، مانند استتار، تقلید، رفتار خواستگاری و غیره را نیز تفسیر می‌کند. این رشته همچنین ارتباط بین‌گونه‌ای را مطالعه می‌کند، به عنوان مثال بین انسان و جانوران.